# Зміна (стадіон, Біла Церква)
Стадіон «Зміна» — багатофункціональний стадіон у місті Біла Церква Київської області, домашня арена ФК «Арсенал-Київщина», а також спортивна база СДЮШОР «Зміна».

## Опис
Стадіон «Зміна» було відкрито 24 серпня 2013 року як спортивний комплекс СДЮШОР «Зміна». Комплекс включає в себе: футбольне поле розміром 100 на 60 метрів зі штучним покриттям, баскетбольний, волейбольний, міні-футбольний, тенісний, дитячий гімнастичний та тренажерний майданчики, а також бігові доріжки, сектори для стрибків у довжину, потрійного стрибка, стрибків з жердиною, а також трибуни на 846 місць. 
Наразі «Зміна» приймає домашні матчі однойменного клубу та синівського «Інтегралу», що виступають в чемпіонаті Київщини, клубу Другої ліги «Арсенал-Київщина», а також деякі ігри чемпіонату міста. 